# Nicola Bassi
Nicola Bassi (Nàpols, 1767 - Vicenza, 1825) fou un baix d'òpera bufa italià.
Treballà amb molt d'èxit durant vint-i-cinc anys en els teatres de Milà, Venècia i altres ciutats d'Itàlia, i el 1808 es traslladà a París, malgrat que aquest fet no està comprovat.
Considerat per Stendhal com el millor baix bufo del moment. Va crear Michele Gamautte a Margherita d'Anjou. Era el germà de la contralt Carolina Bassi.
Bassi es donà conèixer també com a compositor, i d'ell se'n publicaren moltes àries a Milà, Venècia i París.